# Georg Kraus cel Tânăr
Georg Kraus (cel Tânăr) (n. 25 ianuarie 1650, Sighișoara – d. 5 august 1712, Biertan) a fost un episcop sas din Transilvania.

## Biografie
A fost fiul cronicarului Georg Kraus. Studiile le-a făcut la Pojon (Bratislava), iar începînd cu 1669 a fost student la Universitatea din Leipzig. În 1678 a devenit pastor la Șaeș, în 1684 fost ales pastor la Sighișoara, apoi cu data de 19 ianuarie 1711, episcop.
Unica sa lucrare: Hagar Sarae, hoc est, Philosophia prima Theologia ancilla se se submittens, quae partem Metaphysicae generalem, sectione exegetica brevi praemissa, porismaticam exhibet, principiorum omnium et singulorum theologicum usum uberrimum aperiendo, et nefandissimum abusum detegendo. Cuius disputationem praesentem, Praeside Joanne Faustio … solenniter sistit … Argentorati, 1668